# Timercea
El Timercea es un afluente izquierdo del río Cigher en Rumania. Desemboca en el Cigher cerca de Tauț . Su longitud es de 19 km y el tamaño de su cuenca es de 33 km².